# Friedrich-Schiller-Höhe
Friedrich-Schiller-Höhe ist ein Wohnplatz der Stadt Strausberg im Landkreis Märkisch-Oderland in Brandenburg.

## Lage
Der Ort liegt einen Kilometer nördlich des Stadtkerns von Strausberg, jenseits des Straussees. Die Nachbarorte sind Wilkendorf und Gartenstadt im Nordosten, Roter Hof im Osten, Stausberg im Süden, Jenseits des Sees im Südwesten sowie Gielsdorf im Nordwesten. Der Ort ist über die Umgehungsstraße Strausbergs (L 23) erreichbar. Westlich des Ortes fließt das Bächlein Kleine Babe und mündet wenig später in den Straussee.